# Van Vleck (Teksas)
Van Vleck je naseljeno mjesto za statističke potrebe u američkoj saveznoj državi Teksas. Prema popisu stanovništva iz 2010. u njemu je živjelo 1.844 stanovnika.